# Sopubia lasiocarpa
Sopubia lasiocarpa là loài thực vật có hoa thuộc họ Cỏ chổi. Loài này được Tsoong miêu tả khoa học đầu tiên năm 1979.